# Michel Charles Radziwiłł
Michał Karol Radziwiłł (1614–1656), fils de Jan Albert Radziwiłł, ordynat de Kletsk, grand porte-étendard de Lituanie (1644), grand maître-d'hôtel de Lituanie (1645), grand échanson de Lituanie (1653).

## Mariage et descendance
Il épouse Isabella Katarzyna Sapieha avec qui il a deux enfants :
- Stanisław Kazimierz
- Mikołaj

## Sources
- (pl) Cet article est partiellement ou en totalité issu de l’article de Wikipédia en polonais intitulé « Michał Karol Radziwiłł » (voir la liste des auteurs).